# Томас Перес (футболіст)
То́мас Пе́рес (ісп. Tomás Pérez; нар. 26 серпня 2005, Росаріо) — аргентинський футболіст півзахисник клубу «Порту».

## Клубна кар'єра
Вихованець клубу «Ньюеллс Олд Бойз». 23 липня 2024 року в матчі проти «Індепендьєнте Рівадавія» він дебютував в аргентинській Прімері. 3 серпня в поєдинку проти «Естудьянтеса» Томас забив свій перший гол за «Ньюеллс Олд Бойз». Загалом за рідну команду провів 18 ігор у всіх турнірах і забив 1 гол.
У лютому 2025 року за 4 мільйони євро перейшов у «Порту», підписав контракт з португальським клубом до червня 2029 року.

## Виступи за збірні
У жовтні 2024 року Переса викликав до молодіжної збірної Аргентини до 20 років головний тренер цієї команди Хав'єр Маскерано, але на поле гравець не вийшов.